# Szent Paraszkiva-fatemplom (Kurtya)
A kurtyai Szent Paraszkiva-fatemplom műemlékké nyilvánított épület Romániában, Temes megyében. A romániai műemlékek jegyzékében az  TM-II-m-A-06216 sorszámon szerepel.

## Leírása
A Bánság legnagyobb fennmaradt temploma, melynek hossza 18,6 méter, szélessége 7,2 méter, az oltár sugara 5,1 méter, a torony magassága 9,5 méter. Az alapozás kőből készült, a falak tölgyfából. Az oltárt, ikonosztázt, a naosz boltozatát és a pronaosz falát borító festményeket a lugosi Petru Nicolici-nak tulajdonítják.